# Улюта (приток Урсула)
Улюта — река в России, протекает по Онгудайскому району Республики Алтай. Устье реки находится в 24 км от устья Урсула по правому берегу. Длина реки составляет 25 км.

## Данные водного реестра
По данным государственного водного реестра России относится к Верхнеобскому бассейновому округу, водохозяйственный участок реки — Катунь, речной подбассейн реки — Бия и Катунь. Речной бассейн реки — (Верхняя) Обь до впадения Иртыша.